# إعصار هاتي
كان إعصار هاتي أحد أقوى الأعاصير المدارية وأكثرها فتكًا في موسم أعاصير المحيط الأطلسي عام 1961، ووصل إلى ذروته كإعصار من الفئة الخامسة. العاصفة الإستوائية التاسعة، الإعصار السابع، الإعصار الخامس الكبير، والثاني من الفئة الخامسة في الموسم، نشأت هاتي في منطقة منخفض جوي، والتي تعززت في منطقة إستوائية عاصفة فوق جنوب غرب البحر الكاريبي في 27 أكتوبر. بالتحرك بشكل عام نحو الشمال، سرعان ما تحولت العاصفة إلى إعصار ثم إعصار كبير في اليوم التالي. ثم تحولت هاتي غرب جامايكا وتعززت إلى إعصار من الفئة الخامسة، مع رياح مستدامة قصوى تبلغ 165 ميلاً في الساعة (270 كم / ساعة). ضعفت إلى الفئة الرابعة قبل أن تصل إلى اليابسة جنوب مدينة بليز في 31 أكتوبر. تحولت العاصفة إلى الجنوب الغربي وضعفت بسرعة فوق التضاريس الجبلية لأمريكا الوسطى، وتبددت في 1 نوفمبر.
أثّرت هاتي لأول مرة على جنوب غرب البحر الكاريبي، حيث أنتجت رياحًا بقوة الأعاصير وتسببت في وفاة شخص واحد في جزيرة سان أندريس. كان من المتوقع في البداية أن تستمر في الشمال وتضرب كوبا، مما أدى إلى عمليات الإجلاء في الجزيرة. أثناء انعطافه غربًا أسقطت هاتي أمطارًا غزيرة تصل إلى 11.5 بوصة (290 ملم) على جراند كايمان. تعرضت دولة بليز التي كانت تعرف في ذلك الوقت باسم هندوراس البريطانية لأسوأ ضرر من الإعصار. عصفته رياح قوية وغمرته عاصفة أقوى. قَدَّرَ حاكم الإقليم أن 70 ٪ من المباني في المدينة قد تضررت، مما ترك أكثر من 10000 شخص بلا مأوى. كان الدمار شديداً لدرجة أنه دفع الحكومة إلى الانتقال إلى الداخل إلى مدينة جديدة، وهي مدينة بلموبان. بشكل عام، تسبب هاتي في خسائر تقدر بحوالي 60 مليون دولار و 307 حالة وفاة في الإقليم. على الرغم من أن أضرار هاتي كانت أثقل من إعصار عام 1931 الذي قتل 2000 شخص، إلا أن عدد القتلى من هاتي كان أقل بكثير نتيجة الإنذارات المبكرة. في أماكن أخرى من أمريكا الوسطى. قتل هاتي 11 شخصًا.

## تاريخ الأرصاد الجوية

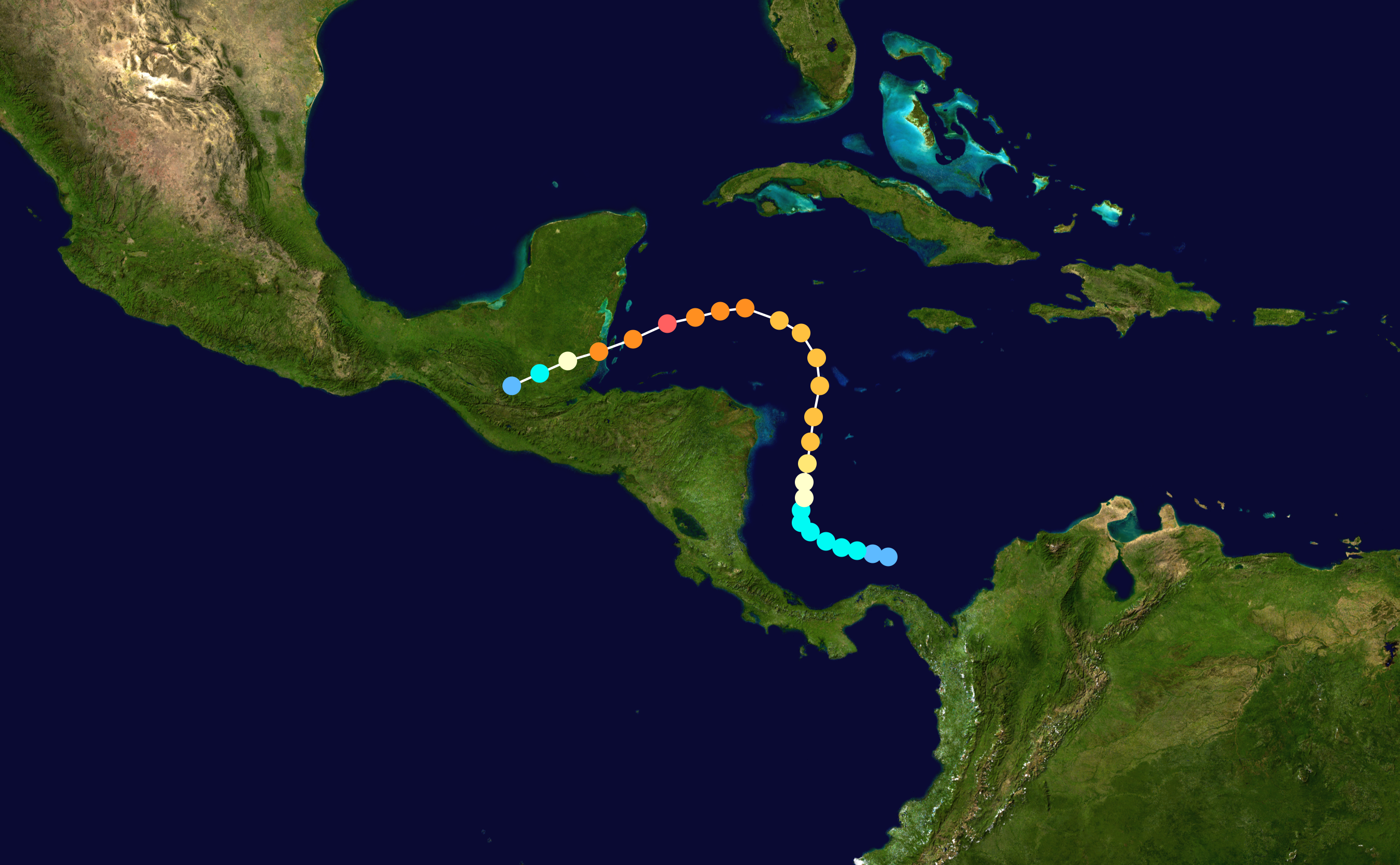
خريطة ترسم المسار وشدة العاصفة، وفقًا مقياس سفير سمبسون

استمرت منطقة المنخفض الجوي في غرب البحر الكاريبي شمال منطقة قناة بنما إلى قرب نهاية أكتوبر 1961. في 25 أكتوبر، تحرك الإعصار بطريقة عكسية من المستوى الأعلى إلى القاع، في اليوم التالي، قدم القاع فوق الخليج الغربي للمكسيك تدفقاً مواتياً للإضطراب. في الساعة 0000 بالتوقيت العالمي المنسق في 27 أكتوبر، أبلغت سفينة قريبة عن رياح جنوبية سرعتها 46 ميلاً في الساعة (74 كم / ساعة). في وقت لاحق من ذلك اليوم، أبلغ المطار في جزيرة سان أندريس عن رياح شرقية سرعتها 60 ميلاً في الساعة (95 كم / ساعة). أكدت المراقبتان وجود دورة رياح مغلقة، تتمركز على بعد حوالي 70 ميلاً (110 كم) جنوب شرق سان أندريس، أو 155 ميلاً (250 كم) شرق ساحل نيكاراغوا. ونتيجة لذلك، بدأ مكتب ميامي للطقس بإصدار إرشادات بشأن العاصفة الإستوائية التي تم تشكيلها حديثًا.
بعد تصنيفها تحركت هاتي بثبات بإتجاه الشمال، مروراً بالقرب من جزيرة سان أندريس أو فوقها. سجلت إحدى المحطات في الجزيرة ضغط 991 ملي بار (29.3 بوصة زئبقية) واستمرت الرياح بسرعة 80 ميلاً في الساعة (130 كم / ساعة)، مما يشير إلى أن هاتي قد وصلت إلى حالة الإعصار. في وقت متأخر من يوم 28 أكتوبر، واجهت رحلة صائدو الأعاصير إعصارًا أقوى منه بكثير، مع رياح 125 ميل في الساعة (200 كم / ساعة) في منطقة صغيرة بالقرب من المركز. في ذلك الوقت، إمتدت الرياح القوية إلى الخارج 140 ميل (225 كم) إلى الشمال الشرقي و70 ميلاً (115 كم) إلى الجنوب الغربي. في وقت مبكر من يوم 29 أكتوبر، كان من المتوقع أن يسمح حوض يمتد من نيكاراغوا إلى فلوريدا لهاتي بالإستمرار في إتجاه الشمال، بناءً على علم المناخ للأعاصير المماثلة. في وقت لاحق من ذلك اليوم، كان من المتوقع أن تشكل هاتي تهديدًا وشيكًا لجزر كايمان وغرب كوبا. في ذلك الوقت تقريبًا، أدت سلسلة من التلال القوية في الشمال إلى تحويل الإعصار إلى الشمال الغربي، والذي نجا من جزر الأنتيل الكبرى ولكنه زاد من التهديد لأمريكا الوسطى.
مع تقوية التلال إلى الشمال، بدأت هاتي في التعافي بعد الإحتفاظ بنفس الكثافة لمدة 24 ساعة تقريبًا. في البداية، توقع خبراء الأرصاد في مكتب ميامي للطقس أن تتجه العاصفة شمالًا مرة أخرى. في وقت متأخر من يوم 29 أكتوبر، مر مركز الإعصار على بعد 90 ميلاً (145 كم) جنوب غرب جراند كايمان، وفي ذلك الوقت أنتج التفاعل بين هاتي والتلال إلى الشمال رياحًا شديدة سرعتها حوالي 30 ميلاً في الساعة (50 ميلاً في الساعة). كم/ ساعة عبر فلوريدا. في وقت مبكر من يوم 30 أكتوبر، أكد إعصار هاتي الزيادة في الشدة، حيث أبلغوا عن رياح سرعتها 140 ميل في الساعة (225 كم / ساعة). استمر الضغط المركزي الأدنى للعاصفة في الإنخفاض على مدار اليوم، حيث وصل إلى 924 ملي بار (27.3 بوصة زئبقية) بحلول 1300 بالتوقيت العالمي، تم حساب ضغط أقل بمقدار 920 ملي بار (27 بوصة زئبقية) في الساعة 1700 بالتوقيت العالمي المنسق في ذلك اليوم، بناءً على قراءة مستوى الطيران من إعصار هاتي. إتجهت هاتي لاحقًا نحو الغرب والجنوب الغربي، مروراً بين جزر كايمان وجزر سوان. في أواخر 30 أكتوبر، وصلت هاتي إلى ذروة رياح تبلغ 165 ميلاً في الساعة (270 كم / ساعة)، بالتزامن مع ضغط مركزي أدنى يبلغ 914 ملي بار (27.0 بوصة زئبقية)، وحوالي 190 ميل (310 كم) شرق حدود المكسيك وهندوراس البريطانية. جعل هذا إعصار هاتي من الفئة الخامسة على مقياس سافير سيمبسون، مما جعله أحدث إعصار على الإطلاق يصل إلى الحالة حتى كشف تحليل لموسم 1932 أن الإعصار الرابع عشر كان له نفس الشدة في 5 نوفمبر، ستة أيام بعد هاتي. بالإضافة إلى ذلك، كان هاتي أقوى إعصار في أكتوبر في شمال غرب الكاريبي حتى إعصار ميتش في عام 1998.
حافظت هاتي على الكثير من قوتها مع إستمرارها في إتجاه ساحل هندوراس البريطانية. بعد انتقال الإعصار عبر عدة جزر صغيرة قبالة الشاطئ، وصل الإعصار إلى اليابسة على مسافة قصيرة جنوب مدينة بليز في 31 أكتوبر، بقطر عين الإعصار بحوالي 25 ميلاً (40 كم). بناءً على تحليل ما بعد الموسم، تم تحديد أن هاتي قد ضعفت لرياح سرعتها 150 ميلاً في الساعة (240 كم / ساعة) قبل الانتقال إلى الشاطئ. أثناء الهبوط، سجلت سفينة راسية بين مدينة بليز وستان كريك أدنى ضغط مركزي يبلغ 924 ملي بار (27.3 بوصة زئبقية). تدهور الإعصار بسرعة فوق اليابسة، وتبدد في الأول من نوفمبر عندما انتقل إلى جبال غواتيمالا. أثناء تبددها، كانت العاصفة الإستوائية سيمون تتطور قبالة ساحل المحيط الهادئ لغواتيمالا، ومع ذلك، لخص التحليل اللاحق إلى أن سيمون لم يكن إعصارًا استوائيًا على الإطلاق. في وقت لاحق، تشكلت العاصفة الإستوائية إنجا من تفاعل معقد مع بقايا هاتي والطقس المضطرب القريب.

## الإستعدادات
عند بدء الإستشارة بشأن هاتي، لاحظ مكتب ميامي للطقس إحتمال هطول أمطار غزيرة وفيضانات مفاجئة في جنوب غرب الكاريبي. أوصت التحذيرات بالسفن الصغيرة بالبقاء في الموانئ عبر المنطقة. في البداية، كان من المتوقع أن يتحرك الإعصار بالقرب من أو عبر جزر كايمان وجامايكا وكوبا. نتيجة لذلك، نصح المسؤولون الكوبيون السكان في المناطق المنخفضة بالإخلاء.
شكل إعصار هاتي أول تهديد لشبه جزيرة يوكاتان وهندوراس البريطانية في 30 أكتوبر عندما إتجه نحو المنطقة. حذر المسؤولون في مكتب ميامي للأرصاد الجوية من إحتمال إرتفاع المد والرياح القوية والأمطار الغزيرة. سمحت التحذيرات بعمليات إخلاء واسعة النطاق في المناطق عالية الخطورة. تم إجلاء معظم الناس في العاصمة بليز أو نقلهم إلى ملاجئ، وتم تشغيل مدرسة كملاذ. تم إخلاء مستشفى في المدينة، وهرب أكثر من 75٪ من سكان ستان كريك إلى مواقع أكثر أمانًا. بعد وصول هاتي إلى اليابسة، أمر المسؤولون في المكسيك بإغلاق الموانئ على طول برزخ تيهوانتيبيك.

## تأثيره

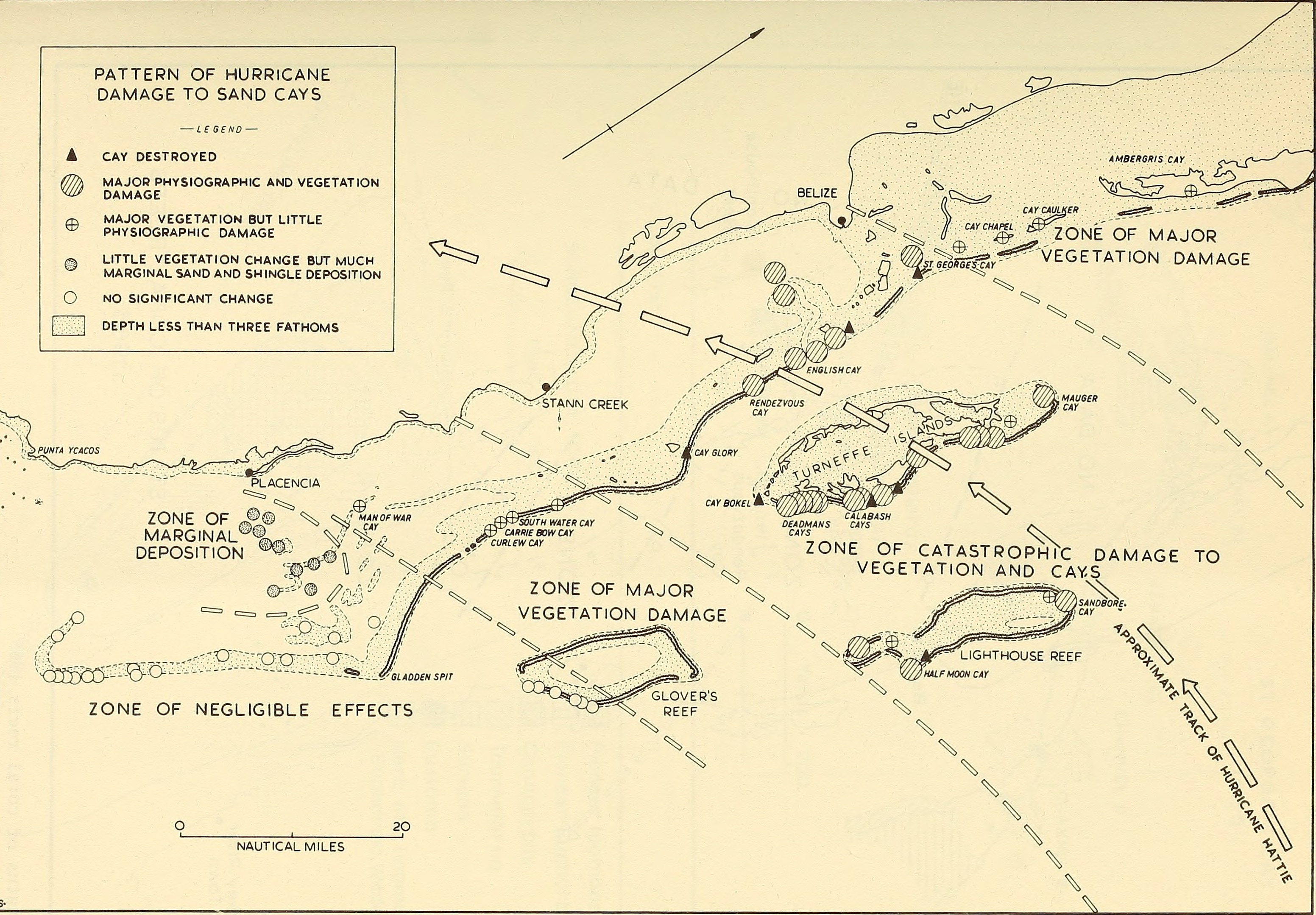
خريطة هندوراس البريطانية تظهر أضرار الإعصار

على الرغم من التنبؤات بهطول الأمطار الغزيرة في جنوب غرب البحر الكاريبي، كانت حركة الإعصار شمالًا أكثر مما كان متوقعًا، مما أدى إلى إنخفاض هطول الأمطار على طول ساحل أمريكا الوسطى مما كان متوقعًا. في مراحل تطورها المبكرة، ضربت هاتي جزيرة سان أندريس، الواقعة قبالة ساحل شرق نيكاراغوا، مع رياح مستدامة قصوى تبلغ 80 ميلاً في الساعة (130 كم / ساعة) وعواصف من 104 ميل في الساعة (167 كم / ساعة). مع اقتراب الإعصار من الجزيرة، تم إغلاق المطار بسبب رياح العاصفة الاستوائية. دمرت البحار الهائجة والرياح الممتلكات الخاصة وفندقين. دمرت العديد من مزارع النخيل. انقلبت السفينة Admirar، الراسية في أحد خلجان الجزيرة، أثناء العاصفة. بشكل عام، أسفر هاتي عن وفاة واحدة وخمسة عشر إصابة و 300 ألف دولار في الأضرار (1961 دولارًا أمريكيًا) في سان أندريس. كان الإعصار هو الرابع الذي يُسجل يضرب الجزيرة، ومن بين الأربعة كان الوحيد الذي يقترب من الجنوب.
في شمال غرب البحر الكاريبي، مرت هاتي بالقرب من جراند كايمان مع هطول أمطار غزيرة. تم الإبلاغ عن ما لا يقل عن 11.5 بوصة (292 ملم) من الأمطار في الجزيرة، بما في ذلك 7.8 بوصة (198 ملم) في ست ساعات. كانت الرياح على جزيرة كايمان أقل من قوة الإعصار، وحدثت أضرار طفيفة فقط بسبب الأمطار.
أنتج التفاعل بين هاتي وحافة الضغط المرتفع إلى الشمال رياحًا مستدامة تبلغ 20 ميلاً في الساعة (35 كم/ ساعة) عبر معظم أنحاء فلوريدا، مع هبة 72 ميلاً في الساعة (116 كم / ساعة) تم الإبلاغ عنها في هيلزبورو إنليت ضوء؛ تسببت الرياح في بعض تآكل الشواطئ في الولاية. أصدر مكتب الأرصاد الجوية الأمريكي تحذيرًا من وجود سفن صغيرة على السواحل الغربية والشرقية لفلوريدا، وكذلك بإتجاه الشمال إلى برونزويك، جورجيا.
في وقت لاحق، أثرت هاتي على بلدان مختلفة في أمريكا الوسطى بالفيضانات السريعة، مما تسبب في 11 حالة وفاة في غواتيمالا وحالة وفاة واحدة في هندوراس. أبلغت جزر سوان عن هبوب رياح أقل بقليل من قوة الإعصار، مما أدى إلى أضرار طفيفة وإصابة واحدة.

### هندوراس البريطانية
انتقل إعصار هاتي إلى الشاطئ في هندوراس البريطانية مع مد العاصفة، وصلت إلى 14 قدمًا (4.3 م) بالقرب من مدينة بليز، وهي مدينة يبلغ عدد سكانها 31000 نسمة وتقع على مستوى سطح البحر. كانت دفاعاتها الوحيدة ضد مد العاصفة عبارة عن سور بحري صغير وشريط من أراضي المستنقعات. شهدت العاصمة أمواجًا عالية وموجة مد العاصفة بطول 10 أقدام (3 أمتار) على طول واجهتها البحرية، وصلت إلى الطابق الثالث لبعض المباني. قدر مراقب مدرب سرعة الرياح بأكثر من 150 ميلاً في الساعة (240 كم / ساعة)، وتم تقدير الرياح في الإقليم بشكل غير رسمي بقوة 200 ميل في الساعة (325 كم / ساعة). عندما أثرت هاتي على المنطقة، كانت معظم المباني في مدينة بليز خشبية، ودُمر معظم هذا النوع في البحر. تسبب الإعصار في إلحاق أضرار جسيمة بـ 80٪ من الحاجز المرجاني في بليز، على الرغم من أن الشعاب المرجانية تعافت بعد العاصفة.
تسببت الرياح العاتية في إنقطاع التيار الكهربائي، وسقوط الأشجار في جميع أنحاء المنطقة، وتدمير أسطح العديد من المباني. قدر الحاكم كولين ثورنلي أن أكثر من 70٪ من المباني في الإقليم قد تضررت، وأن أكثر من 10000 شخص أصبحوا بلا مأوى. أقيمت بعض الملاجئ قبل العاصفة دمرت في الإعصار. دمر الإعصار جدار مستشفى الأمراض النفسية، مما سمح للمرضى بالفرار. دمرت الأمواج العاتية سجنًا، مما دفع المسؤولين إلى وضع برنامج «الإفراج المشروط يوميًا» عن النزلاء.
أغرقت هاتي أيضًا مبنى الحكومة، وجرفت جميع السجلات. كانت مدينة بليز كلها مغطاة بطبقة من الطين والحطام، ودمرت غالبية المدينة أو تضررت بشدة، كما كان بالقرب منها ستان كريك. خلف الإعصار أضرارًا جسيمة للمحاصيل في جميع أنحاء المنطقة، بما في ذلك 2 مليون دولار من ثمار الحمضيات وخسائر مماثلة للأخشاب والكاكاو والموز. كما تضرر إنتاج العام من قصب السكر بشدة. سقط حوالي 70٪ من أشجار الماهوجني في الإقليم، وكذلك معظم أشجار الحمضيات والجريب فروت. دمر الإعصار العديد من المصانع ومنصات البترول في المنطقة. بلغ إجمالي الأضرار في جميع أنحاء الإقليم 60 مليون دولار (1961 دولارًا أمريكيًا)، وتم الإبلاغ عن إجمالي 307 حالة وفاة، كان أكثر من 100 حالة وفاة في مدينة بليز، بما في ذلك 36 ممن تم إجلاؤهم إلى مبنى الإدارة البريطانية التي دمرت لاحقًا في العاصفة. اعتبرت حكومة هندوراس البريطانية أن إعصار هاتي أكثر ضررًا من إعصار 1931 الذي قتل 2000 شخص. كان إنخفاض حصيلة القتلى في هاتي نتيجة التحذير المسبق.

## مابعد الكارثة

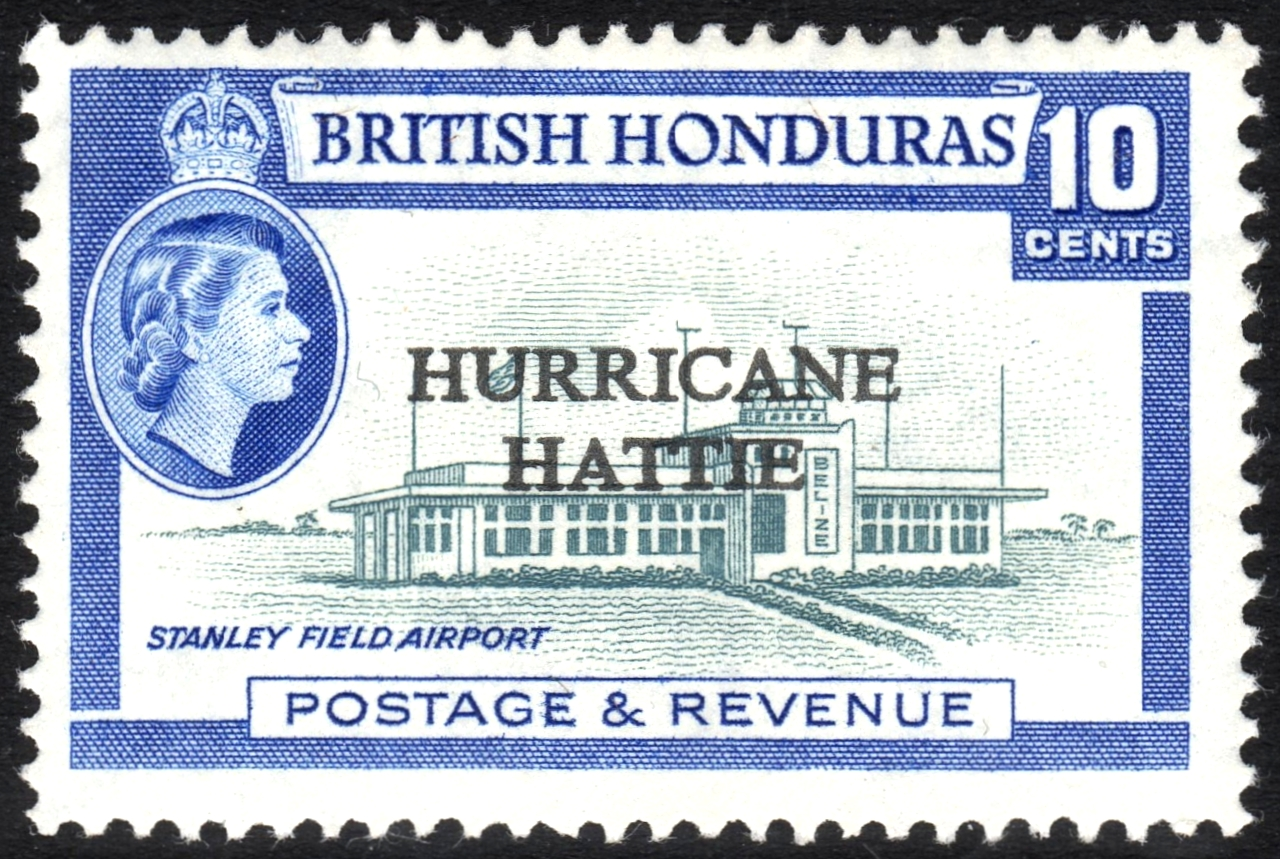
طابع بريدي بريطاني من هندوراس تمت طباعته فوق سطح الماء في عام 1962 للإحتفال بالإعصار

بعد هجوم هاتي، أعلن المسؤولون في مدينة بليز الأحكام العرفية. وصف مدير يونايتد برس إنترناشيونال مدينة بليز بأنها «لا شيء سوى كومة ضخمة من أعواد الثقاب» والعديد من الطرق إما غُمرت بالمياه لعدة أيام أو غُمرت بالطين. قدم الأطباء لقاحات التيفوئيد إلى 12000 مقيم في غضون يومين لمنع إنتشار المرض. بسبب ارتفاع عدد القتلى، أمر المسؤولون بحرق جثث جماعية لمنع إنتشار مرض إضافي. في مركز شرطة المدينة، قدم العمال المياه العذبة والأرز للضحايا. تبرع العديد من السكان في جميع أنحاء هندوراس البريطانية بإمدادات لضحايا العاصفة، لدرجة أن مدير شركة طيران وصفها بأنها «تفرض ضرائب على القوى العاملة والمرافق». سمحت إحدى شركات الطيران بنقل التبرعات إلى مدينة بليز دون أي تكلفة. كانت صحف المدينة الثلاث غير قادرة على العمل بسبب انقطاع التيار الكهربائي بعد العاصفة. بحلول 5 نوفمبر، أعيد فتح مكتب بريد مدينة بليز على أساس محدود، وظلت جميع الأعمال مغلقة في البداية. تم نقل حوالي 4000 ساكن بلا مأوى من ستان كريك بالقارب إلى الجزء الشمالي من الإقليم. أقام العديد من الأشخاص المشردين من منطقة مدينة بليز مدينة من الخيام على الأدغال على بعد حوالي 16 ميل (26 كم) من اليابسة، والتي كان من المفترض في البداية أن تكون مؤقتة. في ديسمبر 1961، أقيمت ثكنات بالقرب من مستشفى للصليب الأحمر لإيواء المشردين في المخيم. تم تسمية الموقع "Hattieville" وأصبح مدينة مناسبة، مع تركيب المرافق في العقد اللاحق.
وصل حوالي 200 جندي بريطاني من جامايكا لقمع النهب والحفاظ على النظام. قُبض على ما لا يقل عن 20 شخصًا في اليوم التالي لقصف هاتي. أرسلت الحكومة البريطانية رحلات جوية من المساعدات إلى الإقليم تحتوي على الطعام والملابس والإمدادات الطبية. أقر مجلس العموم بسرعة مشروع قانون لتقديم 10.000 جنيه إسترليني كمساعدة. أرسل صندوق إنقاذ الأطفال 1000 جنيه إسترليني إلى هندوراس البريطانية، وأرسلت الحكومة المكسيكية ثلاث رحلات جوية محملة بالأغذية والأدوية إلى الإقليم. وصلت مدمرتان أمريكيتان إلى البلاد بحلول 2 نوفمبر، أبلغتا عن الحاجة إلى المساعدة. ظلت حاملة الطائرات يو إس إس أنتيتام في الميناء لأسابيع بعد العاصفة مع ستة ضباط طبيين وست طائرات هليكوبتر من مشاة البحرية. أبحرت أربع سفن أخرى إلى الإقليم لتوفير 458000 رطل (208000 كجم) من الطعام. خصصت حكومة الولايات المتحدة حوالي 300 ألف دولار كمساعدة من خلال مؤسسة التنمية الدولية. قدمت الحكومة الكندية مساعدات بقيمة 75000 دولار كندي، بما في ذلك الطعام والبطانيات والإمدادات الطبية.